# Quốc lộ (Việt Nam)

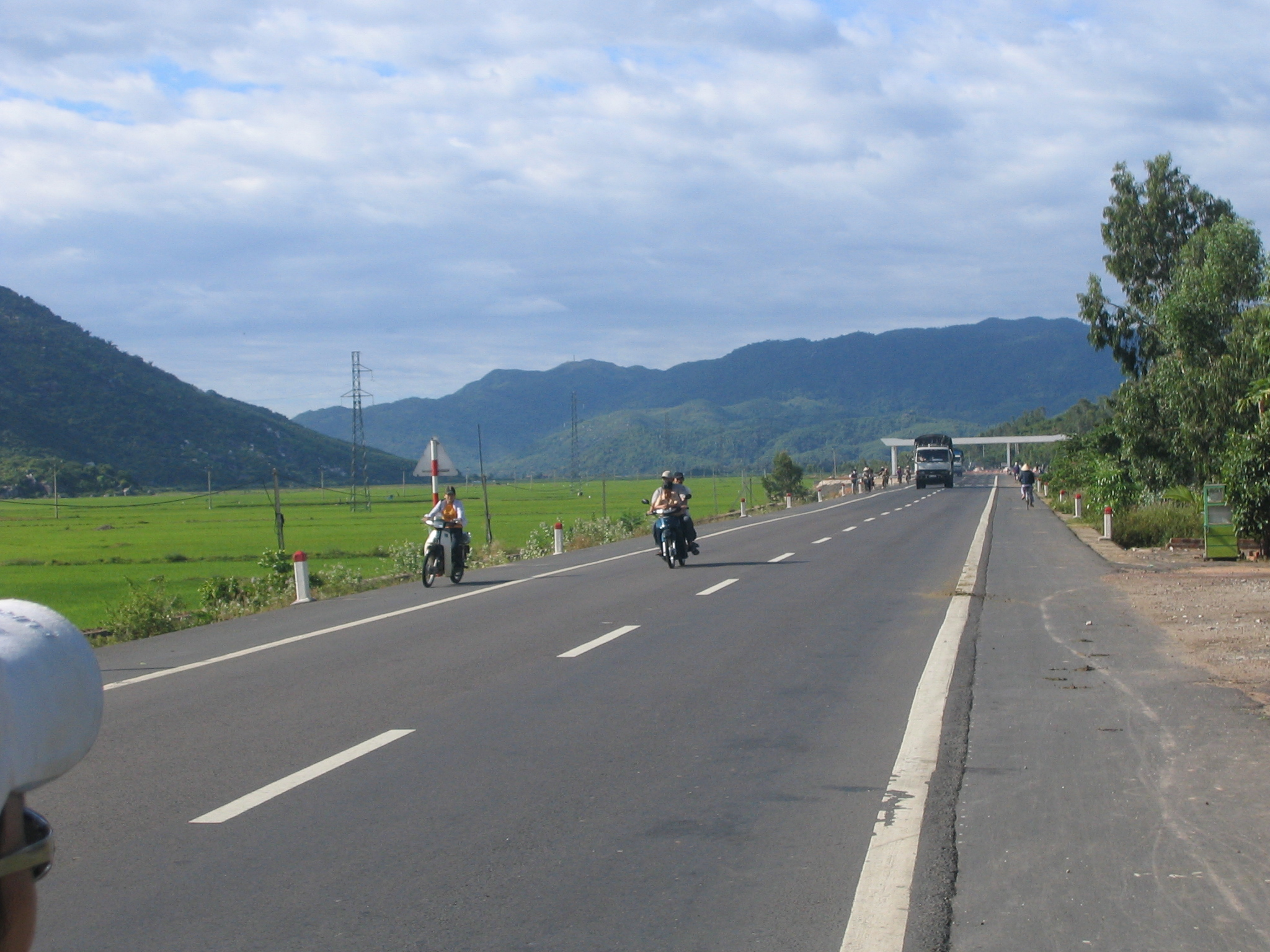
Quốc lộ 1 – Tuyến quốc lộ chính ở Việt Nam đoạn giữa Phú Yên và Khánh Hòa

Tại Việt Nam, một đường được gọi là quốc lộ khi nó là đường nối liền thủ đô Hà Nội với trung tâm hành chính cấp tỉnh (tỉnh lị); hoặc là đường nối liền trung tâm hành chính cấp tỉnh của ba địa phương trở lên; hoặc là đường nối liền từ cảng biển quốc tế, cảng hàng không quốc tế đến các cửa khẩu quốc tế, cửa khẩu chính trên đường bộ; hoặc là đường có vị trí đặc biệt quan trọng đối với sự phát triển kinh tế – xã hội của vùng, khu vực. Những định nghĩa này có trong Luật Giao thông đường bộ của Việt Nam.

## Quản lý
Đường quốc lộ do Chính phủ Việt Nam quản lý. Chúng được đánh dấu bằng các mốc đuôi màu trắng với đầu màu đỏ. Biển chỉ dẫn có từ năm 2015 và được ghi bằng các điểm đánh dấu màu đen trên nền màu trắng.

## Danh sách
Trên toàn lãnh thổ Việt Nam có 170 quốc lộ lớn nhỏ với tổng chiều dài 25.551 km.
| Tên quốc lộ                  | Ký hiệu                 | Chiều dài toàn tuyến (km) | Điểm đầu và điểm cuối                                                | Địa danh, đơn vị hành chính đi qua | Các quốc lộ và đường cao tốc giao cắt                  |
| ---------------------------- | ----------------------- | ------------------------- | -------------------------------------------------------------------- | --- | ------------------------------------------------------ |
| Quốc lộ 1A                   |                         | 2.482                     | Lạng Sơn – Cà Mau                                                    | Lạng Sơn: Cao Lộc, Thành phố Lạng Sơn, Chi Lăng, Hữu Lũng Bắc Giang: Lạng Giang, Thành phố Bắc Giang, Việt Yên Bắc Ninh: Thành phố Bắc Ninh, Tiên Du, Thành phố Từ Sơn Hà Nội: Gia Lâm, Long Biên, Hoàng Mai, Thanh Trì, Thường Tín, Phú Xuyên Hà Nam: Duy Tiên, Thành phố Phủ Lý, Thanh Liêm Ninh Bình: Gia Viễn, Hoa Lư, Thành phố Ninh Bình, Yên Mô, Thành phố Tam Điệp Thanh Hóa: thị xã Bỉm Sơn, Hà Trung, Hậu Lộc, Hoằng Hóa, thành phố Thanh Hóa, Quảng Xương, thị xã Nghi Sơn Nghệ An: Thị xã Hoàng Mai, Quỳnh Lưu, Diễn Châu, Nghi Lộc, Thành phố Vinh Hà Tĩnh: Nghi Xuân, Thị xã Hồng Lĩnh, Can Lộc, Thạch Hà, Thành phố Hà Tĩnh, Cẩm Xuyên, Kỳ Anh, Thị xã Kỳ Anh Quảng Bình: Quảng Trạch, Thị xã Ba Đồn, Bố Trạch, Thành phố Đồng Hới, Quảng Ninh, Lệ Thủy Quảng Trị: Vĩnh Linh, Gio Linh, Cam Lộ, Thành phố Đông Hà, Triệu Phong, Thị xã Quảng Trị, Hải Lăng Thừa Thiên Huế: Phong Điền, Thị xã Hương Trà, Thành phố Huế, Thị xã Hương Thủy, Phú Lộc Đà Nẵng: Liên Chiểu, Hải Châu, Thanh Khê, Cẩm Lệ, Hòa Vang Quảng Nam: Thị xã Điện Bàn, Duy Xuyên, Quế Sơn, Thăng Bình, Phú Ninh, Thành phố Tam Kỳ, Núi Thành Quảng Ngãi: Bình Sơn, Sơn Tịnh, Thành phố Quảng Ngãi, Tư Nghĩa, Mộ Đức, Thị xã Đức Phổ Bình Định: Thị xã Hoài Nhơn, Phù Mỹ, Phù Cát, Thị xã An Nhơn, Tuy Phước, Thành phố Quy Nhơn Phú Yên: Thị xã Sông Cầu, Tuy An, Thành phố Tuy Hòa, Thị xã Đông Hòa Khánh Hòa: Vạn Ninh, Thị xã Ninh Hòa, Thành phố Nha Trang, Diên Khánh, Cam Lâm, Thành phố Cam Ranh Ninh Thuận: Thuận Bắc, Ninh Hải, Thành phố Phan Rang – Tháp Chàm, Ninh Phước, Thuận Nam Bình Thuận: Tuy Phong, Bắc Bình, Hàm Thuận Bắc, Thành phố Phan Thiết, Hàm Thuận Nam, Hàm Tân Đồng Nai: Xuân Lộc, Thành phố Long Khánh, Thống Nhất, Trảng Bom, Thành phố Biên Hòa Bình Dương: Thành phố Dĩ An Thành phố Hồ Chí Minh: Thành phố Thủ Đức, Quận 12, Hóc Môn, Bình Tân, Bình Chánh Long An: Bến Lức, Thủ Thừa, Thành phố Tân An Tiền Giang: Châu Thành, Thành phố Mỹ Tho, Thị xã Cai Lậy, Cai Lậy, Cái Bè Vĩnh Long: Thành phố Vĩnh Long, Long Hồ, Tam Bình, Thị xã Bình Minh Cần Thơ: Cái Răng Hậu Giang: Châu Thành A, Châu Thành, Phụng Hiệp, Thành phố Ngã Bảy Sóc Trăng: Kế Sách, Châu Thành, Thành phố Sóc Trăng, Mỹ Xuyên, Thạnh Trị Bạc Liêu: Vĩnh Lợi, Thành phố Bạc Liêu, Hòa Bình,Thị xã Giá Rai Cà Mau: Thành phố Cà Mau, Cái Nước, Năm Căn |                                                        |
| Quốc lộ 1B                   |                         | 145                       | Lạng Sơn – Thái Nguyên                                               | Lạng Sơn: Cao Lộc, Văn Quan, Bình Gia, Bắc Sơn Thái Nguyên: Võ Nhai, Đồng Hỷ, Thành phố Thái Nguyên |                                                        |
| Quốc lộ 1C                   |                         | 17                        | Khánh Hòa (Nha Trang – Diên Khánh)                                   | Đoạn quốc lộ 1A cũ đi qua trung tâm thành phố Nha Trang |                                                        |
| Quốc lộ 1D                   |                         | 35                        | Bình Định – Phú Yên                                                  | Bình Định: Thành phố Quy Nhơn Phú Yên: Thị xã Sông Cầu |                                                        |
| Quốc lộ 1K                   |                         | 21                        | Đồng Nai – Thành phố Hồ Chí Minh                                     | Đồng Nai: Thành phố Biên Hòa Bình Dương: Thành phố Dĩ An Thành phố Hồ Chí Minh: Thành phố Thủ Đức |                                                        |
| Quốc lộ 2A                   |                         | 321                       | Hà Nội – Hà Giang                                                    | Hà Nội: Sóc Sơn Vĩnh Phúc: Thành phố Phúc Yên, Bình Xuyên, Thành phố Vĩnh Yên, Yên Lạc, Tam Dương, Vĩnh Tường Phú Thọ: Thành phố Việt Trì, Phù Ninh, Thị xã Phú Thọ, Thanh Ba, Đoan Hùng Tuyên Quang: Yên Sơn, Thành phố Tuyên Quang, Hàm Yên Hà Giang: Bắc Quang, Vị Xuyên, Thành phố Hà Giang |                                                        |
| Quốc lộ 2B                   |                         | 31                        | Vĩnh Phúc (Vĩnh Yên – Tam Đảo)                                       | Thành phố Vĩnh Yên, Tam Dương, Tam Đảo |                                                        |
| Quốc lộ 2C                   |                         | 152                       | Hà Nội – Tuyên Quang                                                 | Hà Nội: Thị xã Sơn Tây Vĩnh Phúc: Vĩnh Tường, Yên Lạc, Tam Dương, Lập Thạch Tuyên Quang: Sơn Dương, Thành phố Tuyên Quang, Yên Sơn, Chiêm Hóa, Na Hang |                                                        |
| Quốc lộ 2D                   |                         | 152                       | Vĩnh Phúc – Tuyên Quang                                              | Vĩnh Phúc: Lập Thạch, Sông Lô Phú Thọ: Phù Ninh, Thị xã Phú Thọ, Thanh Ba, Hạ Hòa Yên Bái: Yên Bình Tuyên Quang: Yên Sơn |                                                        |
| Quốc lộ 3A                   |                         | 302                       | Hà Nội – Cao Bằng                                                    | Hà Nội: Long Biên, Gia Lâm, Đông Anh, Sóc Sơn Thái Nguyên: Thành phố Phổ Yên, Thành phố Sông Công, Thành phố Thái Nguyên, Phú Lương Bắc Kạn: Chợ Mới, Thành phố Bắc Kạn, Bạch Thông, Ngân Sơn Cao Bằng: Nguyên Bình, Hòa An, Thành phố Cao Bằng, Quảng Hòa, Cửa khẩu Quốc tế Tà Lùng |                                                        |
| Quốc lộ 3B                   |                         | 216                       | Tuyên Quang – Lạng Sơn                                               | Tuyên Quang: Hàm Yên, Chiêm Hóa Bắc Kạn: Chợ Đồn, Bạch Thông, Thành phố Bắc Kạn, Chợ Mới, Na Rì Lạng Sơn: Tràng Định, Cửa khẩu Quốc tế Pò Mã |                                                        |
| Quốc lộ 3C                   |                         | 65                        | Thái Nguyên – Bắc Kạn                                                | Thái Nguyên: Phú Lương, Định Hóa Bắc Kạn: Chợ Đồn, Ba Bể |                                                        |
| Quốc lộ 3E                   | QL.3E                   | 56                        | Lạng Sơn                                                             | Lạng Sơn: Bình Gia, Tràng Định |                                                        |
| Quốc lộ 4A, 4B, 4C, 4D, 4H   |                         | 1.382                     | Quảng Ninh – Điện Biên                                               | Quảng Ninh: Cảng Mũi Chùa, Tiên Yên Lạng Sơn: Đình Lập, Lộc Bình, Cao Lộc, Thành phố Lạng Sơn, Văn Lãng, Tràng Định Cao Bằng: Thạch An, Thành phố Cao Bằng, Hòa An, Nguyên Bình, Bảo Lạc, Bảo Lâm Hà Giang: Mèo Vạc, Đồng Văn, Yên Minh, Quản Bạ, Thành phố Hà Giang, Vị Xuyên, Bắc Quang, Quang Bình Lào Cai: Bảo Yên, Bắc Hà, Si Ma Cai, Mường Khương, Bảo Thắng, Thành phố Lào Cai, Bát Xát, Thị xã Sa Pa Lai Châu: Tam Đường, Thành phố Lai Châu, Phong Thổ, Sìn Hồ, Nậm Nhùn Điện Biên: Thị xã Mường Lay, Mường Chà, Nậm Pồ, Mường Nhé, Cửa khẩu A Pa Chải |                                                        |
| Quốc lộ 4E                   |                         | 143                       | Lào Cai (Thành phố Lào Cai – Bảo Thắng)                              | Lào Cai: Thành phố Lào Cai, Bảo Thắng. |                                                        |
| Quốc lộ 4G                   |                         | 154                       | Sơn La (Thành phố Sơn La – Sốp Cộp)                                  | Sơn La: Thành phố Sơn La, Mai Sơn, Sông Mã, Sốp Cộp, Cửa khẩu Quốc tế Nậm Lạnh Tỉnh Houaphanh (Lào) |                                                        |
| Quốc lộ 5                    |                         | 113                       | Hà Nội – Hải Phòng                                                   | Hà Nội: Đông Anh, Long Biên, Gia Lâm Hưng Yên: Văn Lâm, Yên Mỹ, Thị xã Mỹ Hào Hải Dương: Bình Giang, Cẩm Giàng, Thành phố Hải Dương, Thanh Hà, Kim Thành Hải Phòng: An Dương, Hồng Bàng, Lê Chân, Ngô Quyền, Hải An |                                                        |
| Quốc lộ 5C                   | QL.5C                   | 18                        | Hải Phòng (Đình Vũ - Lạch Huyện)                                     | Hải Phòng: Hải An, Cát Hải |                                                        |
| Quốc lộ 6A                   |                         | 471                       | Hà Nội – Điện Biên                                                   | Hà Nội: Thanh Xuân, Nam Từ Liêm, Hà Đông, Chương Mỹ Hòa Bình: Lương Sơn, Thành phố Hòa Bình, Cao Phong, Tân Lạc, Mai Châu Sơn La: Vân Hồ, Mộc Châu, Yên Châu, Mai Sơn, Thành phố Sơn La, Thuận Châu Điện Biên: Tuần Giáo, Mường Chà, Thị xã Mường Lay | ,                                                      |
| Quốc lộ 6B                   |                         | 33                        | Sơn La (Thuận Châu – Quỳnh Nhai)                                     | QL6, Thuận Châu, Quỳnh Nhai, Quốc lộ 279 | ,                                                      |
| Quốc lộ 7A                   |                         | 219                       | Nghệ An (Diễn Châu – Kỳ Sơn)                                         | Diễn Châu, Yên Thành, Đô Lương, Anh Sơn, Con Cuông, Tương Dương, Kỳ Sơn, Cửa khẩu Nậm Cắn |                                                        |
| Quốc lộ 7B                   |                         | 45                        | Nghệ An (Diễn Châu – Thanh Chương)                                   | Diễn Châu, Nghi Lộc, Nam Đàn, Thanh Chương |                                                        |
| Quốc lộ 8                    |                         | 85                        | Hà Tĩnh (Hồng Lĩnh – Cầu Treo)                                       | Thị xã Hồng Lĩnh, Đức Thọ, Hương Sơn, Cửa khẩu Cầu Treo |                                                        |
| Quốc lộ 8B                   |                         | 29                        | Hà Tĩnh (Hồng Lĩnh – Nghi Xuân)                                      | Thị xã Hồng Lĩnh, Nghi Xuân, Cửa Hội |                                                        |
| Quốc lộ 8C                   |                         | 101                       | Hà Tĩnh – Nghệ An                                                    | |                                                        |
| Quốc lộ 9A                   |                         | 83                        | Quảng Trị (Đông Hà – Lao Bảo)                                        | Cửa Việt, Thành phố Đông Hà, Cam Lộ, Đa Krông, Hướng Hóa, Cửa khẩu Quốc tế Lao Bảo | ,                                                      |
| Quốc lộ 9B                   |                         | 37                        | Quảng Bình (Đồng Hới – Lệ Thủy)                                      | Thành phố Đồng Hới, Quảng Ninh, Lệ Thủy | ,                                                      |
| Quốc lộ 9C                   |                         | 10                        | Quảng Trị (Đông Hà)                                                  | Tuyến đường tránh nam thành phố Đông Hà nối QL9 và QL1 | ,                                                      |
| Quốc lộ 9D                   |                         | 40                        | Quảng Trị (Hiền Lương – Của Việt)                                    | Vĩnh Linh, Gio Linh | ,                                                      |
| Quốc lộ 9E                   | QL.9E                   | 40                        | Quảng Bình (Đồng Hới – Quảng Ninh)                                   | Thành phố Đồng Hới, Bố Trạch, Quảng Ninh | ,                                                      |
| Quốc lộ 9G                   | QL.9G                   | 40                        | Quảng Bình (Bố Trạch)                                                | Từ đường Hồ Chí Minh đến biên giới Việt – Lào |                                                        |
| Quốc lộ 10                   |                         | 215                       | Quảng Ninh – Thanh Hóa                                               | Quảng Ninh: Thành phố Uông Bí Hải Phòng: Thủy Nguyên, Hồng Bàng, An Dương, An Lão, Tiên Lãng, Vĩnh Bảo Hải Dương: Tứ Kỳ Thái Bình: Quỳnh Phụ, Đông Hưng, Thành phố Thái Bình, Vũ Thư Nam Định: Mỹ Lộc, Thành phố Nam Định, Vụ Bản, Ý Yên Ninh Bình: Thành phố Ninh Bình, Yên Khánh, Kim Sơn Thanh Hóa: Nga Sơn, Hậu Lộc, Hoằng Hóa, Thành phố Thanh Hóa | ,                                                      |
| Quốc lộ 12                   |                         | 206                       | Lai Châu – Điện Biên                                                 | Lai Châu: Ma Lù Thàng, Phong Thổ, Sìn Hồ, Nậm Nhùn Điện Biên: Thị xã Mường Lay, Mường Chà, Điện Biên, Thành phố Điện Biên Phủ | ,                                                      |
| Quốc lộ 12A                  |                         | 117                       | Quảng Bình (Ba Đồn – Cha Lo)                                         | Thị xã Ba Đồn, Quảng Trạch, Tuyên Hóa, Minh Hóa, Cửa khẩu Quốc tế Cha Lo | ,                                                      |
| Quốc lộ 12B                  |                         | 141                       | Ninh Bình – Hòa Bình                                                 | Ninh Bình: Kim Sơn, Yên Mô, Thành phố Tam Điệp, Nho Quan Hòa Bình: Yên Thủy, Lạc Sơn, Tân Lạc | ,                                                      |
| Quốc lộ 12C                  |                         | 98                        | Hà Tĩnh – Quảng Bình                                                 | Hà Tĩnh: Cảng Vũng Áng, Kỳ Anh Quảng Bình: Tuyên Hóa, đường Hồ Chí Minh | , ,                                                    |
| Quốc lộ 13                   |                         | 143                       | Thành phố Hồ Chí Minh – Bình Phước                                   | Thành phố Hồ Chí Minh: Nút giao Hàng Xanh, Bình Thạnh, Thành phố Thủ Đức Bình Dương: Thành phố Thuận An, Thành phố Thủ Dầu Một, Thị xã Bến Cát, Bàu Bàng Bình Phước: Thị xã Chơn Thành, Hớn Quản, Thị xã Bình Long, Lộc Ninh, Cửa khẩu Quốc tế Hoa Lư |                                                        |
| Quốc lộ 14A                  |                         | 980                       | Quảng Trị – Bình Phước                                               | Quảng Trị: Cầu Đa Krông, Đa Krông Thừa Thiên Huế: A Lưới Quảng Nam: Tây Giang, Đông Giang, Nam Giang, Phước Sơn Kon Tum: Đắk Glei, Ngọc Hồi, Đắk Tô, Đắk Hà, Thành phố Kon Tum Gia Lai: Chư Păh, Thành phố Pleiku, Đăk Đoa, Chư Prông, Chư Sê, Chư Pưh Đắk Lắk: Ea H'leo, Krông Búk, Thị xã Buôn Hồ, Cư M'Gar, Thành phố Buôn Ma Thuột Đắk Nông: Cư Jút, Đắk Mil, Đắk Song, Thành phố Gia Nghĩa, Đắk R'Lấp Bình Phước: Bù Đăng, Phú Riềng, Đồng Phú, Thành phố Đồng Xoài, Thị xã Chơn Thành |                                                        |
| Quốc lộ 14B                  |                         | 74                        | Đà Nẵng – Quảng Nam                                                  | Đà Nẵng: Cảng Tiên Sa, Sơn Trà, Ngũ Hành Sơn, Hải Châu, Cẩm Lệ, Hòa Vang Quảng Nam: Đại Lộc, Nam Giang |                                                        |
| Quốc lộ 14C                  |                         | 375                       | Kon Tum – Đăk Nông                                                   | Kon Tum: Ngọc Hồi, Sa Thầy, Ia H' Drai Gia Lai: Ia Grai, Đức Cơ, Chư Prông Đắk Lắk: Ea Súp, Buôn Đôn Đắk Nông: Cư Jút, Đắk Mil |                                                        |
| Quốc lộ 14D                  |                         | 75                        | Quảng Nam (Thạnh Mỹ – Đắk Tôi, Nam Giang)                            | Quảng Nam: Nam Giang (Thị trấn Thạnh Mỹ, Xã Cà Dy, Xã Tà Bhing, Xã Tà Pơơ, Xã Chà Vàl, Xã Đắk Tôi, Cửa khẩu Quốc tế Nam Giang) Tỉnh Sekong (Lào) |                                                        |
| Quốc lộ 14E                  |                         | 90                        | Quảng Nam (Thăng Bình – Phước Sơn)                                   | Quảng Nam: Thăng Bình, Hiệp Đức, Phước Sơn |                                                        |
| Quốc lộ 14G                  |                         | 66                        | Đà Nẵng – Quảng Nam                                                  | Đà Nẵng: Hòa Vang Quảng Nam: Đông Giang |                                                        |
| Quốc lộ 14H                  |                         | 90                        | Quảng Nam (Hội An – Nông Sơn)                                        | Quảng Nam: Hội An, Điện Bàn, Duy Xuyên, Nông Sơn | , Trường Sơn Đông                                      |
| Quốc lộ 15 (cũ)              | QL.15                   | 11                        | Đồng Nai (Xã An Hòa – Phường Trung Dũng, Thành phố Biên Hòa)         | Nút giao Vườn Mít, Nút giao Tam Hiệp, Nút giao Cổng 11 |                                                        |
| Quốc lộ 15A                  |                         | 729                       | Hòa Bình – Quảng Trị                                                 | Hòa Bình: Mai Châu Thanh Hóa: Quan Hóa, Bá Thước, Lang Chánh, Ngọc Lặc, Thọ Xuân, Thường Xuân, Như Xuân Nghệ An: Nghĩa Đàn, Thị xã Thái Hòa, Tân Kỳ, Đô Lương, Nam Đàn Hà Tĩnh: Đức Thọ, Can Lộc, Thạch Hà, Hương Khê Quảng Bình: Tuyên Hóa, Minh Hóa, Bố Trạch, Quảng Ninh, Lệ Thủy Quảng Trị: Vĩnh Linh, Gio Linh, Cam Lộ | QL.9E QL.9G QL.36 QL.46C QL.47C                        |
| Quốc lộ 15B                  |                         | 44                        | Hà Tĩnh (Can Lộc – Cẩm Xuyên)                                        | Can Lộc, Lộc Hà, Thạch Hà, Cẩm Xuyên | ,                                                      |
| Quốc lộ 15C                  |                         | 127                       | Thanh Hóa (Bá Thước – Mường Lát)                                     | Bá Thước, Quan Hóa, Mường Lát | ,                                                      |
| Quốc lộ 15D                  |                         | 12,2                      | Quảng Trị (Đa Krông)                                                 | đường Hồ Chí Minh, Đakrông, Cửa khẩu La Lay |                                                        |
| Quốc lộ 16                   |                         | 44                        | Quảng Bình (Đồng Hới – Bố Trạch)                                     | Thành phố Đồng Hới, Bố Trạch, VQG Phong Nha – Kẻ Bàng | đường Hồ Chí Minh                                      |
| Quốc lộ 17                   |                         | 150                       | Hà Nội – Thái Nguyên                                                 | Hà Nội: Gia Lâm Bắc Ninh: Thuận Thành, Gia Bình, Quế Võ Bắc Giang: Yên Dũng, Việt Yên, Hiệp Hòa Thái Nguyên: Phú Bình, Thành phố Sông Công, Thành phố Thái Nguyên | QL5, 38, 18, 37, 1                                     |
| Quốc lộ 17B                  |                         | 41                        | Quảng Ninh – Hải Phòng                                               | Quảng Ninh: TX. Đông Triều Hải Dương: TX. Kinh Môn, Kim Thành Hải Phòng: An Dương |                                                        |
| Quốc lộ 18                   |                         | 317                       | Hà Nội – Quảng Ninh                                                  | Hà Nội: Sóc Sơn Bắc Ninh: Yên Phong, Thành phố Bắc Ninh, Quế Võ Hải Dương: Thành phố Chí Linh Quảng Ninh: Thành phố Đông Triều, Thành phố Uông Bí, Thị xã Quảng Yên, Thành phố Hạ Long, Thành phố Cẩm Phả, Tiên Yên, Đầm Hà, Hải Hà, Thành phố Móng Cái |                                                        |
| Quốc lộ 18C                  |                         | 45                        | Quảng Ninh (Bình Liêu – Tiên Yên)                                    | Cửa khẩu Hoành Mô, Bình Liêu, Tiên Yên | QL18A                                                  |
| Quốc lộ 19A                  |                         | 229                       | Bình Định – Gia Lai                                                  | Bình Định: Cảng Quy Nhơn, Thành phố Quy Nhơn, Tuy Phước, Thị xã An Nhơn, Tây Sơn Gia Lai: Thị xã An Khê, Đăk Pơ, Mang Yang, Đăk Đoa, Thành phố Pleiku, Chư Prông, Đức Cơ, QL14C | QL1, 19B, đường Hồ Chí Minhđông, 14A                   |
| Quốc lộ 19B                  |                         | 59                        | Bình Định (Nhơn Hội – Phú Phong)                                     | Khu kinh tế Nhơn Hội, Thành phố Quy Nhơn, Phù Cát, Sân bay Phù Cát, Thị xã An Nhơn, Tây Sơn, QL19A | QL1, 19A                                               |
| Quốc lộ 19C                  |                         | 182                       | Bình Định – Đăk Lăk                                                  | Bình Định: Tuy Phước, Vân Canh Phú Yên: Đồng Xuân, Sơn Hòa, Sông Hinh Đắk Lắk: M' Đrăk, QL26 | QL1, 25, 29, 26                                        |
| Quốc lộ 20                   |                         | 268                       | Đồng Nai – Lâm Đồng                                                  | Đồng Nai: Nút giao Dầu Giây, Thống Nhất, Định Quán, Tân Phú Lâm Đồng: Đạ Huoai, Thành phố Bảo Lộc, Bảo Lâm, Di Linh, Đức Trọng, Thành phố Đà Lạt, Đơn Dương |                                                        |
| Quốc lộ 21A                  |                         | 195                       | Hà Nội – Nam Định                                                    | Hà Nội: Thị xã Sơn Tây, Thạch Thất, Quốc Oai, Chương Mỹ Hòa Bình: Lương Sơn, Lạc Thủy Hà Nam: Kim Bảng, Thành phố Phủ Lý, Thanh Liêm, Bình Lục Nam Định: Mỹ Lộc, Thành phố Nam Định, Nam Trực, Trực Ninh, Xuân Trường, Hải Hậu |                                                        |
| Quốc lộ 21B                  |                         | 210                       | Hà Nội – Ninh Bình                                                   | Hà Nội: Hà Đông, Thanh Oai, Ứng Hòa Hà Nam: Kim Bảng, Thành phố Phủ Lý, Thanh Liêm, Bình Lục Nam Định: Mỹ Lộc, Thành phố Nam Định, Nam Trực, Trực Ninh, Hải Hậu, Nghĩa Hưng Ninh Bình: Kim Sơn, Yên Mô, Thành phố Tam Điệp |                                                        |
| Quốc lộ 21C                  |                         | 104                       | Hà Nội – Ninh Bình                                                   | Hà Nội: Hoàng Mai, Thanh Trì, Hà Đông, Thanh Oai, Ứng Hòa, Mỹ Đức Hà Nam: Kim Bảng, Thanh Liêm Ninh Bình: Gia Viễn, Hoa Lư, Tam Điệp |                                                        |
| Quốc lộ 22A                  |                         | 59                        | Thành phố Hồ Chí Minh – Tây Ninh                                     | Thành phố Hồ Chí Minh: Nút giao An Sương, Quận 12, Hóc Môn, Củ Chi Tây Ninh: Thị xã Trảng Bàng, Gò Dầu, Bến Cầu, Cửa khẩu Quốc tế Mộc Bài |                                                        |
| Quốc lộ 22B                  |                         | 183                       | Tây Ninh (Gò Dầu – Tân Biên)                                         | Tây Ninh: Gò Dầu, Thị xã Hòa Thành, Châu Thành, Thành phố Tây Ninh, Tân Biên, Cửa khẩu Quốc tế Xa Mát. Tỉnh Tbong Khmum (Campuchia) |                                                        |
| Quốc lộ 23                   |                         | 23                        | Hà Nội – Vĩnh Phúc                                                   | Hà Nội: QL3, Đông Anh, Mê Linh Vĩnh Phúc: Thành phố Phúc Yên, QL2A | QL3, QL2A                                              |
| Quốc lộ 24A                  |                         | 168                       | Quảng Ngãi – Kon Tum                                                 | Quảng Ngãi: Thị xã Đức Phổ, Ba Tơ Kon Tum: Kon Plông, Kon Rẫy, Thành phố Kon Tum | QL1, 24B, 14A                                          |
| Quốc lộ 24B                  |                         | 108                       | Quảng Ngãi (Bình Sơn – Ba Tơ)                                        | Cảng Sa Kỳ, Bình Sơn, Sơn Tịnh, Sơn Hà, Ba Tơ, QL24A | QL1, 24A                                               |
| Quốc lộ 24C                  |                         | 71                        | Quảng Ngãi – Quảng Nam (Bình Sơn – Bắc Trà My)                       | Quảng Ngãi: Bình Sơn, Trà Bồng Quảng Nam: Bắc Trà My | QL1, 40B                                               |
| Quốc lộ 25                   |                         | 192                       | Phú Yên – Gia Lai                                                    | Phú Yên: Thành phố Tuy Hòa, Phú Hòa, Sơn Hòa Gia Lai: Krông Pa, Thị xã Ayun Pa, Phú Thiện, Chư Sê | QL1, 19C, đường Hồ Chí Minh                            |
| Quốc lộ 26A                  |                         | 151                       | Khánh Hòa – Đắc Lắk                                                  | Khánh Hòa: Thị xã Ninh Hòa Đắk Lắk: M' Đrăk, Ea Kar, Krông Pắk, Thành phố Buôn Ma Thuột |                                                        |
| Quốc lộ 26B                  |                         | 12                        | Khánh Hòa (Ninh Hòa)                                                 | QL1, Ninh Đa, Ninh Thọ, Ninh Thủy, Nhà máy đóng tàu Vinashin Hyundai | QL1                                                    |
| Quốc lộ 27A                  |                         | 277                       | Đăk Lăk – Ninh Thuận                                                 | Đắk Lắk: Thành phố Buôn Ma Thuột, Cư Kuin, Krông Bông, Lắk Lâm Đồng: Đam Rông, Lâm Hà, Đức Trọng, Đơn Dương Ninh Thuận: Ninh Sơn, Thành phố Phan Rang – Tháp Chàm | QL1, 27B, 20, 26                                       |
| Quốc lộ 27B                  |                         | 53                        | Ninh Thuận – Khánh Hòa                                               | Ninh Thuận: Ninh Sơn, Bác Ái Khánh Hòa: Thành phố Cam Ranh | QL1, 27A                                               |
| Quốc lộ 27C                  |                         | 121                       | Khánh Hòa – Lâm Đồng                                                 | Khánh Hòa: Diên Khánh, Khánh Vĩnh Lâm Đồng: Lạc Dương, Thành phố Đà Lạt | QL1, 20                                                |
| Quốc lộ 28A                  |                         | 314                       | Bình Thuận – Đăk Nông                                                | Bình Thuận: Thành phố Phan Thiết, Hàm Thuận Bắc Lâm Đồng: Di Linh, Lâm Hà Đắk Nông: Đăk Glong, Thành phố Gia Nghĩa, Krông Nô, Cư Jút | QL1, 20, 14                                            |
| Quốc lộ 28B                  |                         | 71                        | Bình Thuận – Lâm Đồng                                                | Bình Thuận: Bắc Bình Lâm Đồng: Đức Trọng | QL1, 20                                                |
| Quốc lộ 29                   |                         | 178                       | Phú Yên – Đăk Lăk                                                    | Phú Yên: Thị xã Đông Hòa, Tây Hòa, Sông Hinh Đắk Lắk: M'Đrăk, Ea Kar, Krông Năng, Thị xã Buôn Hồ | QL1, 19C, đường Hồ Chí Minh                            |
| Quốc lộ 30                   |                         | 120                       | Tiền Giang – Đồng Tháp                                               | Tiền Giang: Cái Bè Đồng Tháp: Cao Lãnh, Thành phố Cao Lãnh, Thanh Bình, Tam Nông, Thành phố Hồng Ngự, Tân Hồng, Cửa khẩu Dinh Bà | QL1                                                    |
| Quốc lộ 31                   |                         | 154                       | Lạng Sơn – Bắc Giang                                                 | Lạng Sơn: Đình Lập Bắc Giang: Sơn Động, Lục Ngạn, Lục Nam, Lạng Giang, Thành phố Bắc Giang | QL4B, 279, 37, 1                                       |
| Quốc lộ 32                   |                         | 382                       | Hà Nội – Lai Châu                                                    | Hà Nội: Cầu Giấy, Bắc Từ Liêm, Nam Từ Liêm, Hoài Đức, Đan Phượng, Phúc Thọ, Thị xã Sơn Tây, Ba Vì Phú Thọ: Tam Nông, Thanh Sơn, Tân Sơn Yên Bái: Văn Chấn, Thị xã Nghĩa Lộ, Mù Cang Chải Lai Châu: Than Uyên, Tân Uyên, Tam Đường | QL21A, 32C, đường HCM, 32B, 37, 279                    |
| Quốc lộ 32B                  |                         | 20                        | Phú Thọ – Sơn La                                                     | Phú Thọ: QL32, Thu Cúc (Tân Sơn – Phú Thọ) Sơn La: Mường Cơi (Phù Yên – Sơn La), QL37 | QL32, 37                                               |
| Quốc lộ 32C                  |                         | 78                        | Phú Thọ – Yên Bái                                                    | Phú Thọ: Thành phố Việt Trì, Lâm Thao, Cầu Phong Châu, Tam Nông, Cẩm Khê, Hạ Hòa Yên Bái: Trấn Yên, Thành phố Yên Bái | QL32, QL37                                             |
| Quốc lộ 34                   |                         | 265                       | Cao Bằng – Hà Giang                                                  | Cao Bằng: Thành phố Cao Bằng, Hòa An, Nguyên Bình, Bảo Lạc, Bảo Lâm Hà Giang: Bắc Mê, Thành phố Hà Giang | QL3, 4C, 2, 280                                        |
| Quốc lộ 35                   |                         | 6                         | Ninh Bình (Phường Bích Đào – Phường Ninh Phong, Thành phố Ninh Bình) | Cảng Ninh Phúc, Thành phố Ninh Bình |                                                        |
| Quốc lộ 37A                  |                         | 470                       | Thái Bình – Sơn La                                                   | Thái Bình: Thái Thụy Hải Phòng: Vĩnh Bảo Hải Dương: Ninh Giang, Tứ Kỳ, Gia Lộc, Thành phố Hải Dương, Nam Sách, Thành phố Chí Linh Bắc Giang: Lục Nam, Lạng Giang, Yên Thế Thái Nguyên: Đồng Hỷ, Thành phố Thái Nguyên, Đại Từ Tuyên Quang: Sơn Dương, Thành phố Tuyên Quang, Yên Sơn Yên Bái: Yên Bình, Thành phố Yên Bái, Trấn Yên, Văn Chấn Sơn La: Phù Yên, Bắc Yên, Yên Châu, Mai Sơn | QL39, 10, 5A, 18, 31, 1, 1B, 3, 2, 70, 32C, 32D, 43, 6 |
| Quốc lộ 37B                  |                         | 139                       | Thái Bình – Hà Nam                                                   | Thái Bình: Thái Thụy, Tiền Hải, Kiến Xương Nam Định: Giao Thủy, Hải Hậu, Trực Ninh, Nghĩa Hưng, Ý Yên, Vụ Bản Hà Nam: Bình Lục, Thành phố Phủ Lý, Thị xã Duy Tiên | QL39, 21, 10, 38, 37                                   |
| Quốc lộ 37C                  | QL.37C                  | 73,5                      | Nam Định – Hòa Bình                                                  | Nam Định: Ý Yên Ninh Bình: Gia Viễn, Nho Quan Hòa Bình: Lạc Thủy | QL37B, 10, 38, 1, 12B                                  |
| Quốc lộ 38A                  |                         | 87                        | Bắc Ninh – Hà Nam                                                    | Bắc Ninh: Thành phố Bắc Ninh, Tiên Du, Thuận Thành Hải Dương: Cẩm Giàng, Bình Giang Hưng Yên: Ân Thi, Kim Động, Thành phố Hưng Yên Hà Nam: Thị xã Duy Tiên, Kim Bảng | QL1, 21B, 38B                                          |
| Quốc lộ 38B                  |                         | 145                       | Hải Dương – Ninh Bình                                                | Hải Dương: Gia Lộc, Thanh Miện Hưng Yên: Phù Cừ, Tiên Lữ, Thành phố Hưng Yên Hà Nam: Thị xã Duy Tiên, Lý Nhân Nam Định: Mỹ Lộc, Thành phố Nam Định, Vụ Bản, Ý Yên Ninh Bình: Hoa Lư, Gia Viễn, Nho Quan | QL38, 10, 37, 1, 12B                                   |
| Quốc lộ 39A                  |                         | 110                       | Hưng Yên – Thái Bình                                                 | Hưng Yên: Thị xã Mỹ Hào, Yên Mỹ, Khoái Châu, Kim Động, Thành phố Hưng Yên Thái Bình: Hưng Hà, Đông Hưng, Thái Thụy | QL5, 38, 38B, 10, 37, 37B                              |
| Quốc lộ 39B                  |                         | 74                        | Thái Bình (Thành phố Thái Bình – Đồng Châu)                          | Thành phố Thái Bình, Kiến Xương, Tiền Hải, Bãi biển Đồng Châu | QL10, 37B                                              |
| Quốc lộ 40A                  |                         | 21                        | Kon Tum (Ngọc Hồi)                                                   | QL14C, Plei Kần, Cửa khẩu Bờ Y (Ngã ba Đông Dương) | QL14C                                                  |
| Quốc lộ 40B                  |                         | 210                       | Quảng Nam – Kon Tum                                                  | Quảng Nam: Thành phố Tam Kỳ, Phú Ninh, Tiên Phước, Bắc Trà My, Nam Trà My Kon Tum: Tơ Mu Rông, Đăk Tô | QL1, 24C, đường Hồ Chí Minh                            |
| Quốc lộ 43                   |                         | 113                       | Sơn La (Phù Yên – Mộc Châu)                                          | Ngã ba Gia Phù, Phù Yên, Mộc Châu, Cửa khẩu Pa Háng | QL37, QL6                                              |
| Quốc lộ 45                   |                         | 134                       | Ninh Bình – Thanh Hóa                                                | Ninh Bình: Nho Quan Thanh Hóa: Thạch Thành, Vĩnh Lộc, Yên Định, Thiệu Hóa, Đông Sơn, Thành phố Thanh Hóa, Quảng Xương Nông Cống, Như Thanh, Như Xuân, đường Hồ Chí Minh |                                                        |
| Quốc lộ 46A                  |                         | 107                       | Nghệ An (Cửa Lò – Thanh Chương)                                      | Thị xã Cửa Lò, Nghi Lộc, Thành phố Vinh, Hưng Nguyên, Nam Đàn, Thanh Chương | QL1, 15A, 7                                            |
| Quốc lộ 46B                  |                         | 25                        | Nghệ An (Đô Lương)                                                   | Cầu Rộ (vượt sông Lam), Đô Lương | QL46A, 15                                              |
| Quốc lộ 46C                  | QL.46C                  | 30                        | Nghệ An (Nam Đàn – Thanh Chương)                                     | Nam Đàn, Thanh Chương | QL46A, 15                                              |
| Quốc lộ 47                   |                         | 138                       | Thanh Hóa (Sầm Sơn – Thường Xuân)                                    | Thành phố Sầm Sơn, Thành phố Thanh Hóa, Đông Sơn, Triệu Sơn, Thọ Xuân, Thường Xuân |                                                        |
| Quốc lộ 47B                  | QL.47B                  | 24,6                      | Thanh Hóa (Yên Định–Thọ Xuân)                                        | Yên Định, Thọ Xuân | QL.47C                                                 |
| Quốc lộ 47C                  | QL.47C                  | 54                        | Thanh Hóa (Nông Cống – Ngọc Lặc)                                     | Nông Cống, Triệu Sơn, Thọ Xuân, Ngọc Lặc |                                                        |
| Quốc lộ 48                   |                         | 170                       | Nghệ An (Diễn Châu – Quế Phong)                                      | Diễn Châu, Quỳnh Lưu, Thị xã Thái Hòa, Nghĩa Đàn, Quỳ Hợp, Quỳ Châu, Quế Phong |                                                        |
| Quốc lộ 48B                  |                         | 25                        | Nghệ An (Quỳnh Lưu)                                                  | QL48A, Quỳnh Châu, Ngọc Sơn, Cầu Giát, Lạch Quèn |                                                        |
| Quốc lộ 48C                  |                         | 123                       | Nghệ An (Quỳ Hợp – Tương Dương)                                      | QL48A, Quỳ Hợp, Con Cuông, Tương Dương, QL7 |                                                        |
| Quốc lộ 48D                  |                         | 166                       | Nghệ An – Thanh Hóa                                                  | Nghệ An: Thị xã Hoàng Mai, Quỳnh Lưu, Nghĩa Đàn, Thị xã Thái Hòa, Quỳ Hợp, Quỳ Châu, Quế Phong Thanh Hoá: Thị xã Nghi Sơn |                                                        |
| Quốc lộ 48E                  |                         | 213                       | Nghệ An (Hoàng Mai – Nghi Lộc)                                       | Cảng Lạch Cờn, Thị xã Hoàng Mai, Quỳnh Lưu, Thị xã Thái Hòa, Nghĩa Đàn, Tân Kỳ, Yên Thành, Nghi Lộc |                                                        |
| Quốc lộ 49A                  |                         | 98                        | Thừa Thiên Huế (Thuận An – A Lưới)                                   | Cửa Thuận An, Thành phố Huế, Thị xã Hương Trà, A Lưới, Đường HCM | QL49B, 1, Hồ Chí Minh                                  |
| Quốc lộ 49B                  |                         | 105                       | Quảng Trị – Thừa Thiên Huế                                           | Quảng Trị: Hải Lăng Thừa Thiên Huế: Phong Điền, Quảng Điền, Thành phố Huế, Phú Vang, Phú Lộc | QL1, 49                                                |
| Quốc lộ 49C                  |                         | 24                        | Quảng Trị (Triệu Phong – Hải Lăng)                                   | Triệu Phong, Hải Lăng | QL9D, 49B                                              |
| Quốc lộ 50                   |                         | 88                        | Thành phố Hồ Chí Minh – Tiền Giang                                   | Thành phố Hồ Chí Minh: Quận 8, Bình Chánh Long An: Cần Giuộc, Cần Đước Tiền Giang: Thành phố Gò Công, Gò Công Tây, Chợ Gạo, Thành phố Mỹ Tho |                                                        |
| Quốc lộ 51                   |                         | 86                        | Đồng Nai – Bà Rịa–Vũng Tàu                                           | Đồng Nai: Thành phố Biên Hòa, Long Thành Bà Rịa – Vũng Tàu: Thị xã Phú Mỹ, Thành phố Bà Rịa, Thành phố Vũng Tàu | QL.15 (cũ)                                             |
| Quốc lộ 52                   |                         | 31                        | Thành phố Hồ Chí Minh – Đồng Nai                                     | Thành phố Hồ Chí Minh: Bình Thạnh, Thành phố Thủ Đức Bình Dương: Thành phố Dĩ An Đồng Nai: Thành phố Biên Hòa |                                                        |
| Quốc lộ 53                   |                         | 168                       | Vĩnh Long – Trà Vinh                                                 | Vĩnh Long: Thành phố Vĩnh Long, Long Hồ, Mang Thít, Vũng Liêm Trà Vinh: Càng Long, Thành phố Trà Vinh, Châu Thành, Cầu Ngang, Thị xã Duyên Hải, Duyên Hải, Trà Cú | QL1, 60, 54                                            |
| Quốc lộ 54                   |                         | 155                       | Đồng Tháp – Trà Vinh                                                 | Đồng Tháp: Lấp Vò, Lai Vung Vĩnh Long: Bình Tân, Thị xã Bình Minh, Tam Bình, Trà Ôn Trà Vinh: Cầu Kè, Tiểu Cần, Trà Cú, Châu Thành, Thành phố Trà Vinh | QL1, 80, 60, 54, 53                                    |
| Quốc lộ 55A                  |                         | 290                       | Bà Rịa – Vũng Tàu – Lâm Đồng                                         | Bà Rịa – Vũng Tàu: Thành phố Bà Rịa, Long Điền, Đất Đỏ, Xuyên Mộc Bình Thuận: Hàm Tân, Thị xã La Gi, Hàm Thuận Nam, Tánh Linh, Hàm Thuận Bắc Lâm Đồng: Bảo Lâm, Thành phố Bảo Lộc Đắk Nông: Đăk Glong | QL1, 51, 56, 55B, 20                                   |
| Quốc lộ 55B                  |                         | 39                        | Bình Thuận (Tánh Linh – Hàm Tân)                                     | Nối thẳng quốc lộ 55 qua xã Đức Thuận, huyện Tánh Linh tới quốc lộ 1 (Tánh Linh, Hàm Tân) | QL1, 55                                                |
| Quốc lộ 56                   |                         | 51                        | Bà Rịa – Vũng Tàu – Đồng Nai                                         | Bà Rịa – Vũng Tàu: Thành phố Bà Rịa, Châu Đức Đồng Nai: Cẩm Mỹ, Thành phố Long Khánh | QL1                                                    |
| Quốc lộ 56B                  | QL.56B                  | 164                       | Đồng Nai – Tây Ninh                                                  | Đồng Nai, Bình Dương, Bình Phước, Tây Ninh | QL56, QL22                                             |
| Quốc lộ 57A                  |                         | 105                       | Vĩnh Long – Bến Tre                                                  | Vĩnh Long: Thành phố Vĩnh Long, Long Hồ Bến Tre: Chợ Lách, Mỏ Cày Bắc, Mỏ Cày Nam, Thạnh Phú | QL53, 60                                               |
| Quốc lộ 57B                  | QL.57B                  | 30                        | Bến Tre (Châu Thành – Bình Đại)                                      | Châu Thành, Bình Đại | 60                                                     |
| Quốc lộ 57C                  | QL.57C                  | 35                        | Bến Tre (Thành phố Bến Tre – Ba Tri)                                 | Thành phố Bến Tre, Giồng Trôm, Ba Tri | 60                                                     |
| Quốc lộ 60                   |                         | 115                       | Tiền Giang – Sóc Trăng                                               | Tiền Giang: Thành phố Mỹ Tho Bến Tre: Châu Thành, Thành phố Bến Tre, Mỏ Cày Bắc, Mỏ Cày Nam Trà Vinh: Càng Long, Thành phố Trà Vinh, Châu Thành, Tiểu Cần Sóc Trăng: Cù Lao Dung, Long Phú, Thành phố Sóc Trăng | QL1, 53, 54, 57B, 91B                                  |
| Quốc lộ 61A                  |                         | 96                        | Hậu Giang – Kiên Giang                                               | Hậu Giang: Châu Thành A, Phụng Hiệp, Thị xã Long Mỹ, Vị Thủy, Thành phố Vị Thanh Kiên Giang: Gò Quao, Giồng Riềng, Châu Thành, Thành phố Rạch Giá | QL63, 80                                               |
| Quốc lộ 61B                  |                         | 41                        | Hậu Giang – Sóc Trăng                                                | Hậu Giang: Thị xã Long Mỹ Sóc Trăng: Thị xã Ngã Năm, Thạnh Trị | QL1, Quản Lộ – Phụng Hiệp                              |
| Quốc lộ 61C                  |                         | 47                        | Cần Thơ – Hậu Giang                                                  | Cần Thơ: Cái Răng, Phong Điền Hậu Giang: Châu Thành A, Vị Thủy, Thành phố Vị Thanh | QL1, 61                                                |
| Quốc lộ 62                   |                         | 93                        | Long An (Tân An – Kiến Tường)                                        | Long An: Thành phố Tân An, Thủ Thừa, Thạnh Hóa, Tân Thạnh, Mộc Hóa, Thị xã Kiến Tường, Cửa khẩu Quốc tế Bình Hiệp Tỉnh Svay Rieng (Campuchia) |                                                        |
| Quốc lộ 63                   |                         | 115                       | Kiên Giang – Cà Mau                                                  | Kiên Giang: Châu Thành, An Biên, U Minh Thượng, Vĩnh Thuận Cà Mau: Thới Bình, Thành phố Cà Mau | QL1, 61                                                |
| Quốc lộ 70A                  |                         | 185                       | Phú Thọ – Lào Cai                                                    | Phú Thọ: Đoan Hùng, Hạ Hòa Yên Bái: Yên Bình, Lục Yên Lào Cai: Bảo Yên, Bảo Thắng, Ngã ba Bản Phiệt | QL2, 37, 279, 4D                                       |
| Quốc lộ 70B                  |                         | 52                        | Phú Thọ – Hòa Bình                                                   | Phú Thọ: Hạ Hòa, Yên Lập, Thanh Sơn Hòa Bình: Thành phố Hòa Bình | QL6, 32, 32C,                                          |
| Quốc lộ 71                   |                         | 41                        | Hà Tĩnh (Hương Sơn – Vũ Quang – Hương Khê)                           | Thị trấn Phố Châu, Hương Sơn, Vũ Quang, Hương Khê, Ngã ba Phúc Đồng | QL8A, 15A                                              |
| Quốc lộ 80                   |                         | 215                       | Vĩnh Long – Kiên Giang                                               | Vĩnh Long: Cầu Mỹ Thuận, Thành phố Vĩnh Long Đồng Tháp: Châu Thành, Thành phố Sa Đéc, Lai Vung, Lấp Vò An Giang: Thành phố Long Xuyên, Thoại Sơn Cần Thơ: Thốt Nốt, Vĩnh Thạnh Kiên Giang: Tân Hiệp, Châu Thành, Thành phố Rạch Giá, Hòn Đất, Kiên Lương, Thành phố Hà Tiên | QL1, 54, 91                                            |
| Quốc lộ 91A                  |                         | 145                       | Cần Thơ – An Giang                                                   | Cần Thơ: Ninh Kiều, Bình Thủy, Ô Môn, Thốt Nốt An Giang: Thành phố Long Xuyên, Châu Thành, Châu Phú, Thành phố Châu Đốc, Tịnh Biên | QL1, 80, N1                                            |
| Quốc lộ 91B                  |                         | 162                       | Cần Thơ – Bạc Liêu                                                   | Cần Thơ: Ô Môn, Bình Thủy, Ninh Kiều, Cái Răng Hậu Giang: Châu Thành Sóc Trăng: Kế Sách, Long Phú, Trần Đề, Thị xã Vĩnh Châu Bạc Liêu: Thành phố Bạc Liêu | QL91, 1, 60, 1                                         |
| Quốc lộ 91C                  |                         | 34                        | An Giang (Châu Đốc – Long Bình)                                      | Thành phố Châu Đốc, An Phú, Cửa khẩu Khánh Bình | QL91A                                                  |
| Quốc lộ 217                  |                         | 195                       | Thanh Hóa (Hà Trung – Quan Sơn)                                      | Hà Trung, Vĩnh Lộc, Cẩm Thủy, Bá Thước, Quan Sơn, Cửa khẩu Na Mèo |                                                        |
| Quốc lộ 217B                 | QL.217B                 | 50                        | Thanh Hóa ( Bỉm Sơn – Thạch Thành)                                   | Bỉm Sơn, Hà Trung, Thạch Thành |                                                        |
| Quốc lộ 279                  |                         | 931                       | Quảng Ninh – Điện Biên                                               | Quảng Ninh: Thành phố Cẩm Phả, Thành phố Hạ Long Bắc Giang: Sơn Động, Lục Ngạn Lạng Sơn: Chi Lăng, Văn Quan, Bình Gia Bắc Kạn: Ngân Sơn, Ba Bể Tuyên Quang: Nà Hang, Lâm Bình, Chiêm Hóa Hà Giang: Bắc Quang, Quang Bình Lai Châu: Than Uyên Sơn La: Quỳnh Nhai Điện Biên: Tuần Giáo, Mường Ảng, Thành phố Điện Biên Phủ, Điện Biên, Cửa khẩu Tây Trang | QL18, 31, 1, 1B, 3, 2, 70, 32, 6, 12                   |
| Quốc lộ 279D                 | QL.279D                 | 90                        | Lai Châu – Sơn La                                                    | Lai Châu: Than Uyên Sơn La: Mường La, Thành phố Sơn La | QL279, 6                                               |
| Quốc lộ 280                  | QL.280                  | 173                       | Tuyên Quang – Hà Giang                                               | Tuyên Quang: Nà Hang Hà Giang: Bắc Mê |                                                        |
| Quốc lộ 281                  | QL.281                  | 100                       | Hà Tĩnh (Lộc Hà – Hương Sơn)                                         | Lộc Hà, Can Lộc, Đức Thọ, Vũ Quang, Hương Sơn | QL8A                                                   |
| Quốc lộ N1                   |                         | 235                       | Long An – Kiên Giang                                                 | Long An: Đức Hòa, Đức Huệ, Thạnh Hóa, Mộc Hóa, Thị xã Kiến Tường, Vĩnh Hưng, Tân Hưng Đồng Tháp: Tân Hồng, Thành phố Hồng Ngự, Hồng Ngự An Giang: Thị xã Tân Châu, An Phú, Thành phố Châu Đốc, Tịnh Biên, Tri Tôn Kiên Giang: Giang Thành, Thành phố Hà Tiên | QL91, 80                                               |
| Quốc lộ N2                   |                         | 440                       | Bình Dương – Kiên Giang                                              | Bình Phước: Thị xã Chơn Thành Bình Dương: Bàu Bàng, Dầu Tiếng Tây Ninh: Gò Dầu, Thị xã Trảng Bàng Long An: Đức Hòa, Bến Lức, Thủ Thừa, Thạnh Hóa, Tân Thạnh Đồng Tháp: Tháp Mười, Cao Lãnh An Giang: Chợ Mới, Châu Thành, Tri Tôn Kiên Giang: Hòn Đất | HCM, 1, 62                                             |
| Quốc lộ Quản Lộ – Phụng Hiệp | QL.Quản Lộ – Phụng Hiệp | 122                       | Hậu Giang – Cà Mau                                                   | Hậu Giang: Thành phố Ngã Bảy Sóc Trăng: Mỹ Tú, Thị xã Ngã Năm Bạc Liêu: Hồng Dân, Phước Long, Thị xã Giá Rai Cà Mau: Thành phố Cà Mau | QL1, 61B, 63                                           |

In đậm: Tỉnh/Thành phố trực thuộc trung ương

## Chi tiết các tuyến

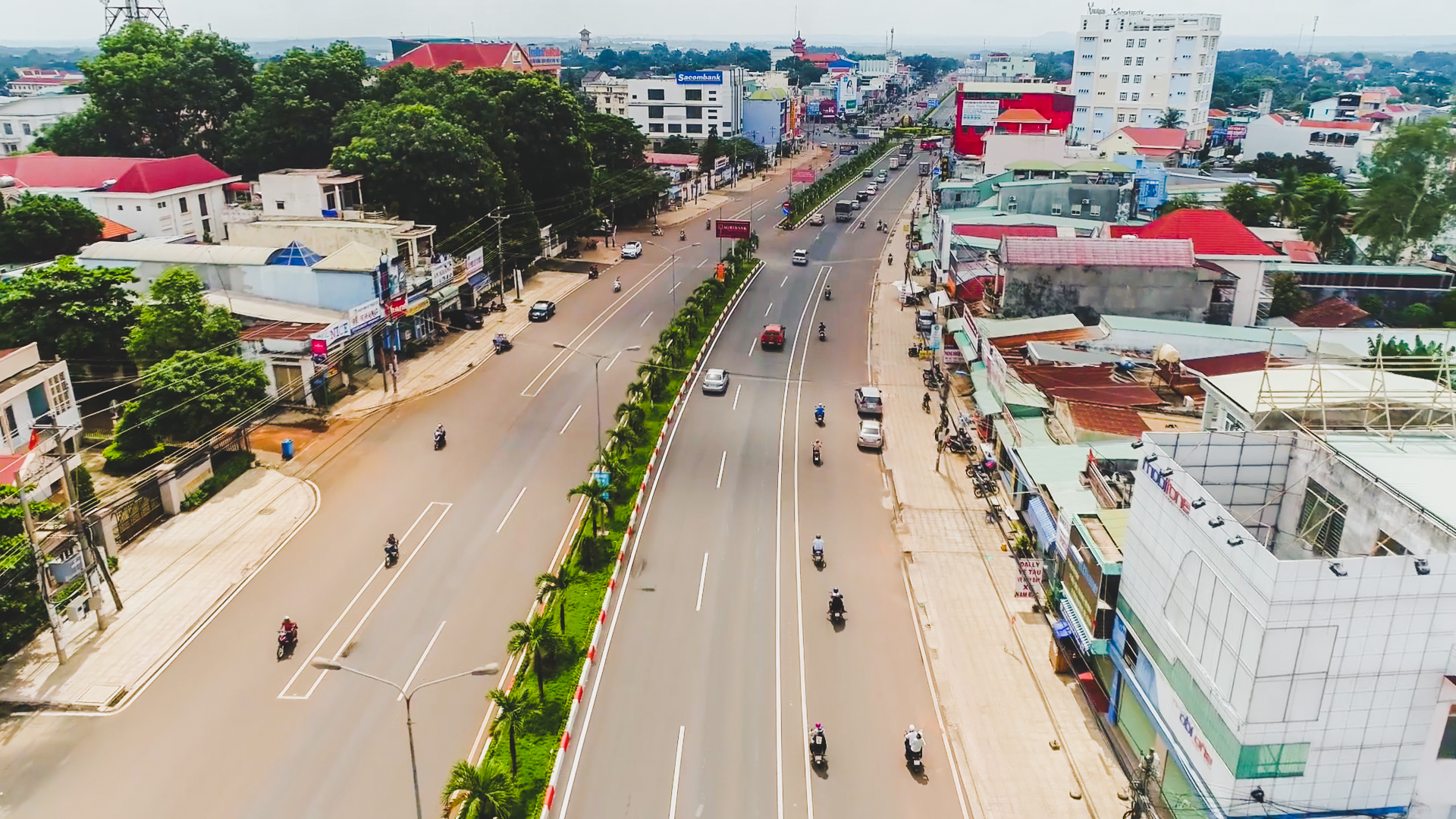
Quốc lộ 14

- Quốc lộ 1: Có chiều dài 2.395 km từ Hữu Nghị Quan tỉnh Lạng Sơn tới Năm Căn tỉnh Cà Mau. Đây cũng là tuyến đường thuộc hệ thống xa lộ xuyên Á AH1. Quốc lộ 1 là tuyến quốc lộ dài nhất Việt Nam.[3] Quốc lộ 1 đi qua các thành phố quan trọng của Việt Nam như: Hà Nội, Đà Nẵng, Thành phố HCM, Cần Thơ.
- Quốc lộ 1B: Dài 148,5 km từ Đồng Đăng qua các huyện Cao Lộc, Văn Quan, Bình Gia, Bắc Sơn (Lạng Sơn), Võ Nhai, Đồng Hỷ (Thái Nguyên) và kết thúc tại Thành phố Thái Nguyên khi gặp quốc lộ 37.
- Quốc lộ 1C: Dài 17,3 km, nằm trong địa phận tỉnh Khánh Hòa từ ngã ba QL1 (đèo Rù Rì, Thành phố Nha Trang) đến ngã tư QL1 (Thị trấn Diên Khánh, huyện Diên Khánh). Thực chất là đoạn quốc lộ 1 cũ đi xuyên qua thành phố Nha Trang.
- Quốc lộ 1D: Dài 54 km từ Quy Nhơn – Bình Định đến Sông Cầu – Phú Yên, thực chất là đoạn quốc lộ 1 cũ đi xuyên qua thành phố Quy Nhơn.
- Quốc lộ 1K: Dài 20,6 km từ Thủ Đức – Thành phố Hồ Chí Minh đến Biên Hòa – Đồng Nai, thực chất là đoạn quốc lộ 1 cũ đi xuyên qua thành phố Biên Hòa.

- Quốc lộ 2: Dài 313,56 km, điểm đầu Phù Lỗ – Hà Nội, điểm cuối cửa khẩu Thanh Thủy – Hà Giang.
- Quốc lộ 2B: Phủ Lỗ – Kim Anh – Hương Canh – Vĩnh Yên – QL2 & QL2C
- Quốc lộ 2C: QL32 (Đường Lâm) – Vĩnh Tường – Vĩnh Yên – Yên Sơn – QL37
- Quốc lộ 3: Hà Nội – Thái Nguyên – Bắc Kạn – Cửa khẩu Tà Lùng Cao Bằng.
- Quốc lộ 3B: Lạng Sơn – Bắc Kạn.
- Quốc lộ 3C: QL32 (Đường Lâm) – Vĩnh Tường – Vĩnh Yên – Yên Sơn – QL37
- Quốc lộ 4: Dự kiến sau năm 2020 sẽ hợp nhất từ các tuyến:
- Quốc lộ 4A: Thành phố Lạng Sơn – Cao Bằng, dài 116 km
- Quốc lộ 4B: Tiên Yên, Quảng Ninh – thành phố Lạng Sơn, dài 92,3 km
- Quốc lộ 4C: thành phố Hà Giang – Cao Bằng, dài 185 km
- Quốc lộ 4D: Pa So (tỉnh Lai Châu)– Mường Khương (Lào Cai), dài 160 km
- Quốc lộ 4E: Ngã ba Xuân Quang, huyện Bảo Thắng (chỗ giao với Quốc lộ 70) – thành phố Lào Cai, dài 44 km
- Quốc lộ 4G: Ngã ba Chiềng An (thành phố Sơn La – chỗ giao với quốc lộ 6) – thị trấn Sông Mã, huyện Sông Mã.
- Quốc lộ 4H: (Si Pa Phìn – Mường Nhé) dài 100 km.
- Quốc lộ 5A: Hà Nội – Hải Dương – Hải Phòng, dài 119 km.
- Quốc lộ 5B: Cao tốc Hà Nội – Hải Phòng, nối Hà Nội – Hưng Yên – Hải Dương – Hải Phòng, dài 105,5 km.
- Quốc lộ 6: Dài 504 km từ trung tâm Hà Nội đến Điện Biên.

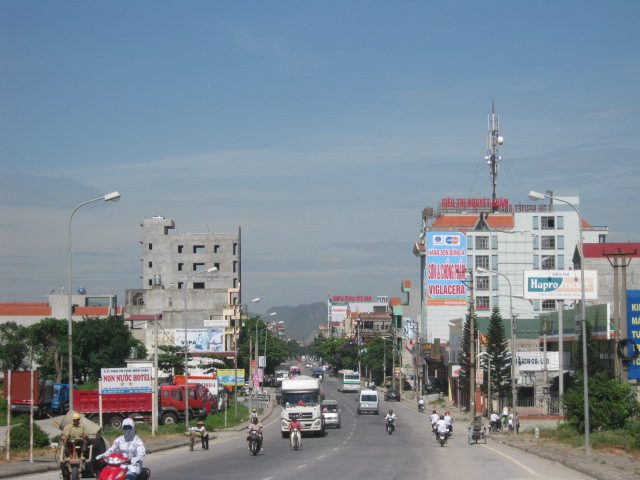
Quốc lộ 10 vào thành phố Hoa Lư

- Quốc lộ 7: Dài 225 km, nằm hoàn toàn tại Nghệ An
- Quốc lộ 7B: Nằm hoàn toàn trong tỉnh Nghệ An có chiều dài 44,9 km. Điểm đầu từ xã Diễn Kỷ (H.Diễn Châu) và điểm cuối tại xã Thanh Đồng (H.Thanh Chương).
- Quốc lộ 8: Dài 82 km, từ thị xã Hồng Lĩnh đến cửa khẩu Cầu Treo.
- Quốc lộ 8B: Nằm hoàn toàn trong tỉnh Hà Tĩnh có chiều dài 85 km. Điểm đầu ở ngã ba giao điểm với QL1 trong Tx Hồng Lĩnh và điểm cuối tại thị trấn Xuân An thuộc huyện Nghi Xuân.
- Quốc lộ 9: Đông Hà – cửa khẩu Lao Bảo (Quảng Trị).
- Quốc lộ 9B: Nằm hoàn toàn trong tỉnh Quảng Bình có chiều dài 37 km, nối từ quốc lộ 1 ở thị trấn Quán Hàu (H.Quảng Ninh), cắt ngang đường Hồ Chí Minh nhánh đông tại ngã ba Vạn Ninh (Quảng Ninh) đến ngã ba Tăng Ký (H.Lệ Thủy)
- Quốc lộ 10: Dài 230 km, điểm đầu thành phố Uông Bí, Quảng Ninh, điểm cuối Tào Xuyên – Thanh Hóa.
- Quốc lộ 12: Dài gần 200 km, nối Lai Châu và Điện Biên. Điểm đầu tại thị xã Lai Châu, điểm cuối giao với quốc lộ 279.
- Quốc lộ 12A: Nối Hà Tĩnh và Quảng Bình. Có hai tuyến là cũ và mới.
- Quốc lộ 12B: Dài gần 140 km qua Kim Sơn, Yên Mô, thành phố Tam Điệp, Nho Quan (Ninh Bình) và Yên Thủy, Lạc Sơn tới Tân Lạc (Hòa Bình).
- Quốc lộ 12C: Có chiều dài 100 km, bắt đầu từ Cảng Vũng Áng (Tx Kỳ Anh, Hà Tĩnh), đi qua các huyện Tuyên Hòa, Minh Hóa (Quảng Bình) và kết thúc ở điểm giao với đường HCM.
- Quốc lộ 13: Dài 140,5 km, bắt đầu từ Đài Liệt sĩ (TP.Hồ Chí Minh), đi qua Lái Thiêu, Thủ Dầu Một, Bến Cát (Bình Dương) và các huyện Chơn Thành, Bình Long, Lộc Ninh. Điểm cuối là cửa khẩu Hoa Lư.
- Quốc lộ 14A: Từ huyện Đakrông, Quảng Trị đến ngã 4 Chơn Thành,Bình Phước, giao cắt với quốc lộ 13. Dài 1005 km. Có nhiều đoạn trùng vớiđường Hồ Chí Minh.
- Quốc lộ 14B: Có chiều dài 74 km, bắt đầu từ Cảng Tiên Sa (Đà Nẵng) đi về phía tây tỉnh Quảng Nam qua các thị trấn Ái Nghĩa (Đại Lộc), Thạnh Mỹ (Nam Giang) và kết thúc ở điểm giao với đường HCM.
- Quốc lộ 14C: Có chiều dài 355 km, chạy dọc theo biên giới Việt Nam – Campuchia qua các tỉnh Kon Tum, Gia Lai, Đắk Lắk và Đắk Nông. Điểm đầu từ ngã ba đường Hồ Chí Minh(QL14) tại VQG Chư Mom Ray thuộc huyện Sa Thầy (Kon Tum) đi hết huyện Sa Thầy đến ranh giới tỉnh Gia Lai, tiếp tục đi qua các huyện Ia Grai, Đức Cơ, Chư Prông (Gia Lai), Ea Súp, Buôn Đôn (Đắk Lắk), Cư Jút, Đăk Mil, Đăk Song, Tuy Đức (Đắk Nông) và điểm cuối tại ngã ba giao cắt với tỉnh lộ 741 trong huyện Tuy Đức.
- Quốc lộ 14D: Nằm hoàn toàn trong địa phận huyện Nam Giang (Quảng Nam) có chiều dài 75 km, điểm đầu từ ngã ba QL14A (đường HCM) cách thị trấn Thạnh Mỹ 12 km và điểm cuối tại Cửa khẩu Nam Giang (biên giới Việt Nam – Lào).
- Quốc lộ 14E: Nằm hoàn toàn trong tỉnh Quảng Nam có chiều dài 88 km, điểm đầu từ sông Trà Đóa (bên sông Trường Giang) ở huyện Thăng Bình, cắt QL1 ở thị trấn Hà lam (huyện lỵ Thăng Bình), đi qua thị trấn Tân An (huyện lỵ Hiệp Đức) và điểm cuối gặp QL14A (đường HCM) tại ngã ba làng Hồi (xã Phước Xuân, huyện Phước Sơn) cách thị trấn Khâm Đức (huyện lỵ Phước Sơn) 7 km.
- Quốc lộ 14G: Nối tỉnh Quảng Nam với Thành phố Đà Nẵng có chiều dài 66 km, bắt đầu từ thị trấn Prao (huyện lỵ Đông Giang, Quảng Nam), điểm cuối gặp QL14B ở huyện Hòa Vang, thành phố Đà Nẵng.
- Quốc lộ 15 dài 651 km, bắt đầu tại Tòng Đậu, giao với quốc lộ 6. Đi qua các tỉnh Hòa Bình, Thanh Hóa, Nghệ An, Hà Tĩnh, Quảng Bình, Quảng Trị. Điểm cuối giao với quốc lộ 9 tại Cam Lộ.
- Quốc lộ 15B: Nằm hoàn toàn trong tỉnh Hà Tĩnh, có chiều dài 44 km. Điểm đầu từ ngã ba Đồng Lộc (huyện Can Lộc), đi qua huyện Thạch Hà và điểm cuối tại thị trấn Thiên Cầm (huyện Cẩm Xuyên).
- Quốc lộ 15C: Nằm hoàn toàn trong tỉnh Thanh Hóa có chiều dài 127 km. Điểm đầu từ thị trấn Cành Nàng (huyện lỵ Bá Thước), điểm cuối ở thị trấn Mường Lát (huyện lỵ Mường lát)
- Quốc lộ 15D: Nằm hoàn toàn trong huyện Đakrông (Quảng Trị) có chiều dài 12,2 km. Điểm đầu từ đường Hồ Chí Minh(QL14A), điểm cuối tại Cửa khẩu La Kay (biên giới Việt Nam–Lào).
- Quốc lộ 16: dài 444 km, nối bốn tỉnh Sơn La, Hoà Bình, Thanh Hoá và Nghệ An.
- Quốc lộ 17: Dài 150 km, nối Hà Nội, Bắc Ninh, Bắc Giang và Thái Nguyên.
- Quốc lộ 18: Dài 340 km, đi qua các tỉnh thành: Hà Nội, Bắc Ninh, Hải Dương, Quảng Ninh.
- Quốc lộ 18C: Nằm hoàn toàn trong tỉnh Quảng Ninh, có chiều dài 45 km. Điểm đầu từ Cửa khẩu Hoành Mô, huyện Bình Liêu (biên giới Việt–Trung), điểm cuối gặp QL18 tại thị trấn Tiên Yên (huyện lỵ Tiên Yên).
- Quốc lộ 19: Nối Thành phố Quy Nhơn, Bình Định với Thành phố Pleiku, Gia Lai.
- Quốc lộ 19B: Nằm hoàn toàn trong tỉnh Bình Định, có chiều dài 59 km. Điểm đầu từ KCN Nhơn Hội (Tp Quy Nhơn) đi qua sân bay Phù Cát (huyện Phù Cát), điểm cuối tại thị trấn Phú Phong (huyện Tây Sơn).
- Quốc lộ 19C: Nối 3 tỉnh: Bình Định, Phú Yên, Đăk Lăk có chiều dài 182 km. Bắt đầu từ QL1 ở thị trấn Diêu Trì (huyện Tuy Phước, Bình Định) đi qua huyện Vân Canh (Bình Định), các huyện phía tây tỉnh Phú Yên: Đồng Xuân, Sơn Hòa, Sông Hinh, kết thúc ở ngã ba giao cắt với QL26 tại thị trấn M'Đrắk (huyện M'Đrăk, Đăk Lăk).
- Quốc lộ 20: Từ Ngã ba Dầu Giây (Đồng Nai) đến Thành phố Đà Lạt
- Quốc lộ 21: Trước kia có điểm đầu giao với quốc lộ 32, hiện nay là ngã ba giao cắt với [[đường Hồ Chí Minh]]. Đi qua Hà Nội, Hà Nam và Nam Định. Có chiều dài 210 km.
- Quốc lộ 21B: Từ Hà Đông (Hà Nội) vòng qua Hà Nam, Nam Định tới Tam Điệp (Ninh Bình). Có chiều dài 210 km.
- Quốc lộ 21C: Từ Hoàng Mai (Hà Nội) vòng qua Hà Nam, Hòa Bình tới Yên Mô (Ninh Bình). Có chiều dài 104 km.
- Quốc lộ 22: Từ TP.Hồ Chí Minh đến cửa khẩu Mộc Bài (Tây Ninh), dài 58,5 km.
- Quốc lộ 22B: Từ thị trấn Gò Dầu, tỉnh Tây Ninh – cửa khẩu Xa Mát (Tây Ninh), qua thành phố Tây Ninh.
- Quốc lộ 23: Từ Hà Nội đi tỉnh Vĩnh Phúc, có chiều dài 23 km. Bắt đầu từ QL3 ở xã Vân Trì (huyện Đông Anh, Thành phố Hà Nội), đi qua thị trấn Mê Linh (huyện lỵ Mê Linh, Thành phố Hà Nội), kết thúc tại ngã ba giao cắt với QL2A ở địa phận Thành phố Phúc Yên, tỉnh Vĩnh Phúc.
- Quốc lộ 24: Nối tỉnh Quảng Ngãi với tỉnh Kon Tum, có chiều dài 170 km. Bắt đầu từ điểm giao với QL1 tại ngã tư Thạch Trụ (huyện Mộ Đức, Quảng Ngãi), đi qua thị xã Đức Phổ và huyện Ba Tơ (Quảng Ngãi), Kon Plông, Kon Rẫy (Kon Tum) và kết thúc tại phường Thắng Lợi của Thành phố Kon Tum.
- Quốc lộ 24B: Nằm hoàn toàn trong tỉnh Quảng Ngãi, có chiều dài 108 km. Bắt đầu tại Cảng Sa Kỳ (xã Bình Châu, huyện Bình Sơn), đi qua các huyện Sơn Tịnh, Sơn Hà và kết thúc tại ngã ba giao nhau với QL24 ở xã Ba Tiêu, huyện Ba Tơ.
- Quốc lộ 24C: Nối huyện Bình Sơn (Quảng Ngãi) với huyện Bắc Trà My (Quảng Nam), có chiều dài 71 km. Bắt đầu từ thị trấn Châu Ổ (huyện lỵ Bình Sơn), kết thúc tại thị trấn Trà My (huyện lỵ Bắc Trà My).
- Quốc lộ 25: Nối Thành phố Tuy Hòa (tỉnh lỵ Phú Yên) với tỉnh Gia Lai, có chiều dài 108 km. Bắt đầu từ xã Hòa An huyện Phú Hòa, đi qua huyện Sơn Hòa (cùng tỉnh Phú Yên), qua các huyện Krông Pa, thị xã Ayun Pa, Phú Thiện và kết thúc ở thị trấn Chư Sê (huyện lỵ Chư Sê) tỉnh Gia Lai.
- Quốc lộ 26: Nối 2 tỉnh Khánh Hòa và Đăk Lăk, có chiều dài 151 km. Bắt đầu từ ngã ba điểm giao nhau với QL1 ở thị xã Ninh Hòa (Khánh Hòa), đi hết địa phận Ninh Hòa đến địa phận Đăk Lăk, qua các huyện M'Đrăk, Ea Kar, Krông Pắc và kết thúc ở ngã ba đường Hồ Chí Minh(QL14A) tại Thành phố Buôn Ma Thuột.
- Quốc lộ 26B: Nối quốc lộ 1 đến cổng Nhà máy đóng tàu Vinashin Hyundai, dài 12 km nằm trọn trong địa phận thị xã Ninh Hòa, tỉnh Khánh Hòa
- Quốc lộ 27: Nối tỉnh Đăk Lăk với tỉnh Ninh Thuận, có chiều dài 277 km. Bắt đầu từ ngã ba QL26 cách trung tâm Thành phố Buôn Ma Thuột 5 km, đi qua các huyện Cư Kuin, Krông Bông, Lak (Đắk Lăk), Dam Rông, Lâm Hà, Đức Trọng, Đơn Dương (Lâm Đồng), Ninh Sơn (Ninh Thuận) và kết thúc tại ngã ba điểm giao với QL1 ở Thành phố Phan Rang (tỉnh lỵ Ninh Thuận).
- Quốc lộ 27B: Có chiều dài 53 km, điểm đầu từ QL27 ở huyện Ninh Sơn (tỉnh Ninh Thuận) qua huyện Bác Aía (cùng tỉnh), kết thúc tại điểm giao với QL1 tại Thành phố Cam Ranh (Khánh Hòa).
- Quốc lộ 27C: Nối Khánh Hòa với Lâm Đồng, có chiều dài 121 km. Khởi đầu từ QL1 ở thị trấn Diên Khánh (huyện lỵ Diên Khánh, Khánh Hòa), qua huyện Khánh Vĩnh (cùng tỉnh), đi tiếp qua huyện Lạc Dương (Lâm Đồng) và kết thúc ở Thành phố Đà Lạt (tỉnh lỵ Lâm Đồng).
- Quốc lộ 28: Dài 314 km nối Thành phố Phan Thiết (Bình Thuận) với Thị xã Gia Nghĩa (Đắk Nông), đi qua các huyện Hàm Thuận Bắc (Ninh Thuận), Di Linh (Lâm Đồng), Đăk Glong (Đăk Nông) và kết thúc tại trung tâm thị xã Gia Nghĩa (tỉnh lỵ Đăk Nông).
- Quốc lộ 28B: Dài 71 km, bắt đầu từ điểm giao với QL1 tại thị trấn Lương Sơn (huyện Bắc Bình, Bình Thuận) và kết thúc tại ngã ba Đại Ninh điểm giao với QL20 ở thị trấn Liên Nghĩa (huyện lỵ Đức Trọng, Lâm Đồng).
- Quốc lộ 29: Dài 178 km, bắt đầu từ ngã ba Phú Lâm điểm giao với QL1 tại Thành phố Tuy Hòa, đi qua các huyện Đông Hòa, Tây Hòa, Sông Hinh (Phú Yên), Ea Kar, Krông Năng (Đăk Lăk) và kết thúc tại ngã ba điểm giao với đường Hồ Chí Minh(QL14A) tại trung tâm thị xã Buôn Hồ (Đăk Lăk) cách Thành phố Buôn Ma Thuột 40 km về phía tây nam.
- Quốc lộ 30: dài khoảng 120 km, nối Tiền Giang và Đồng Tháp.
- Quốc lộ 31: dài 154 km. Điểm đầu là ngã ba Bản Chắt (huyện Đình Lập, Lạng Sơn), điểm cuối tại thành phố Bắc Giang.
- Quốc lộ 32: Điểm đầu là cầu Giấy (quận Cầu Giấy). Nối Hà Nội với Phú Thọ, Yên Bái, Lai Châu. Điểm cuối gặp quốc lộ 4D. Tổng chiều dài là 415 km.
- Quốc lộ 32B: Dài 20 km, điểm đầu giao với QL32 ở xã Thu Cúc (huyện Tân Sơn, Phú Thọ), điểm cuối tại ngã ba giao với QL37 ở xã Mường Cơi (huyện Phù Yên, Sơn La).
- Quốc lộ 32C: Dài 78 km nối Thành phố Việt Trì (tỉnh lỵ Phú Thọ) với Thành phố Yên Bái (tỉnh lỵ Yên Bái). Điểm đầu tại ngã ba giao với QL2 ở Thành phố Việt Trì, đi qua các huyện Lâm Thao, Tam Nông, Cẩm Khê, Hạ Hòa (Phú Thọ), điểm cuối gặp QL37 tại Thành phố Yên Bái.
- Quốc lộ 34: Dài 260 km, điểm đầu thành phố Hà Giang, điểm cuối cửa khẩu Trà Lĩnh – Cao Bằng.
- Quốc lộ 35: Dài 6 km, là tuyến đường nối cảng Ninh Phúc với quốc lộ 1, điểm đầu tại cầu Vòm, điểm cuối tại cảng Ninh Phúc.
- Quốc lộ 37: Dài 470 km, điểm đầu thị trấn Diêm Điền, điểm cuối ngã 3 Cò Nòi.
- Quốc lộ 37B: Dài 139 km, điểm đầu thị trấn Diêm Điền, qua tỉnh Nam Định, điểm cuối Duy Tiên, Hà Nam.
- Quốc lộ 38: Dài 85 km, điểm đầu thành phố Bắc Ninh, điểm cuối phường Đồng Văn – Duy Tiên – Hà Nam.
- Quốc lộ 38B: Dài 145,06 km, kết nối từ Gia Lộc, Hải Dương, qua Hưng Yên, Hà Nam, Thành phố Nam Định tới Nho Quan, Ninh Bình
- Quốc lộ 39: Dài 109 km, điểm đầu phố Nối Hưng Yên, điểm cuối cảng Diêm Điền – Thái Bình.
- Quốc lộ 40: Dài 20 km, điểm đầu thị trấn Ngọc Hồi Kon Tum, điểm cuối biên giới Việt – Lào.
- Quốc lộ 40B: dài 209 km, điểm đầu xã Tam Thanh Thành phố Tam Kỳ, điểm cuối thị trấn Đăk Tô Kon Tum
- Quốc lộ 43: Dài 105 km, điểm đầu giao với quốc lộ 37, ngã ba Gia Phú điểm cuối đèo Ba Háng – Sơn La.
- Quốc lộ 45: Dài 136 km, điểm đầu phố Rịa Ninh Bình, điểm cuối ngã ba Như Xuân – Thanh Hóa.
- Quốc lộ 46: Dài 80 km, điểm đầu cảng Cửa Lò, Nghệ An, điểm cuối thị trấn Đô Lương – Nghệ An.
- Quốc lộ 46B: Nằm trọn trong địa phận huyện Đô Lương, tỉnh Nghệ An.
- Quốc lộ 47: Dài 138 km, điểm đầu phường Sầm Sơn, Thanh Hóa, điểm cuối cửa khẩu Khẹo, xã Bát Mọt, tỉnh Thanh Hóa.
- Quốc lộ 48A: Dài 122 km, điểm đầu Yên Lý, Nghệ An, điểm cuối thị trấn Quế Phong – Nghệ An.
- Quốc lộ 48B: Dài 25 km, nằm trọn trong huyện Quỳnh Lưu (Nghệ An), khởi đầu từ ngã ba điểm giao với QL48 qua các xã Quỳnh Châu, Ngọc Sơn, thị trấn Cầu Giát và kết thúc tại Lạch Quèn ở xã Quỳnh Thuận.
- Quốc lộ 48C: Dài 123 km, điểm đầu là ngã ba Săng Lẻ, Nghệ An, điểm cuối giao quốc lộ 7.
- Quốc lộ 48D: Nằm hoàn toàn trong tỉnh Nghệ An, dài khoảng 40 km, điểm đầu nối với đường Nghi Xuân ở cảng Nghi Xuân (Nghi Sơn, Thanh Hóa), đi qua thị xã Hoàng Mai, huyện Nghĩa Đàn và kết thúc ở trung tâm thị xã Thái Hòa.
- Quốc lộ 48E: Dài khoảng 214,261km, từ cảng Lạch Cờn–thị xã Hoàng Mai đi xã Nghi Thạch, huyện Nghi Lộc (Nghệ An), (không bao gồm các đoạn đi trùng với quốc lộ hiện hữu),
- Quốc lộ 49: Dài 97,5 km, điểm đầu cửa Thuận An, Thừa Thiên Huế, điểm cuối giao cắt với quốc lộ 14 ([[đường Hồ Chí Minh]]).
- Quốc lộ 49B: Hầu hết nằm trọn trong tỉnh Thừa Thiên Huế, dài 105 km, điểm đầu từ ngã ba giao với QL1 (sông Mỹ Chánh) tại địa phận huyện Hải Lăng, Quảng Trị (sát ranh giới Quảng Trị – Thừa Thiên Huế), chạy dọc theo duyên hải Thừa Thiên Huế và kết thúc ở điểm gặp lại QL1 tại bờ nam đầm Cầu Hai thuộc huyện Phú Lộc (gần cảng Chân Mây).
- Quốc lộ 49C:
- Quốc lộ 50: Điểm đầu cầu Nhị Thiên Đường Thành phố Hồ Chí Minh, điểm cuối Thành phố Mỹ Tho (Tiền Giang) qua Cần Giuộc, Cần Đước, phà Mỹ Lợi, Thành phố Gò Công, Vĩnh Bình, Chợ Gạo, Mỹ Tho.
- Quốc lộ 51: điểm đầu Ngã ba Vũng Tàu, điểm cuối TP Vũng Tàu qua Long Thành, Bà Rịa. Dài 86 km.
- Quốc lộ 53: Dài 168 km điểm đầu Thành phố Vĩnh Long, điểm cuối xã Long Vĩnh (Duyên Hải–Trà Vinh) qua Long Hồ, Vũng Liêm,Càn Long, Thành phố Trà Vinh, Cầu Ngang,Duyên Hải.
- Quốc lộ 54: Dài 155 km điểm đầu Thành phố Trà Vinh, điểm cuối Bến phà Vàm Cống (Lấp vò – Đồng Tháp) qua Châu Thành, Tiểu Cần, Cầu Kè(Trà Vinh), Trà Ôn, Bình Minh, Bình Tân (Vĩnh Long), Lai Vung (Đồng Tháp)
- Quốc lộ 55: Điểm đầu thành phố Bà Rịa, điểm cuối là thành phố Bảo Lộc, tỉnh Lâm Đồng.
- Quốc lộ 56: Điểm đầu thành phố Bà Rịa, điểm cuối thị xã Long Khánh, tỉnh Đồng Nai.
- Quốc lộ 57: Nối Vĩnh Long và Bến Tre. Điểm đầu giao với quốc lộ 53 tại ngã ba Đồng Quê và kết thúc tại Thạnh Phú. Dài 105 km.
- Quốc lộ 60: Điểm đầu Thành phố Mỹ Tho (Tiền Giang)qua cầu Rạch Miễu đến huyện Châu Thành, Thành phố Bến Tre, qua cầu Hàm Luông về huyện Mỏ Cày Bắc, Mỏ Cày Nam (tỉnh Bến Tre)qua phà Cổ Chiên về Thành phố Trà Vinh, đi xuyên qua huyện Tiểu Cần vượt sông Hậu ở Cầu Quan qua Đại Ngãi kết thúc tại Thành phố Sóc Trăng.
- Quốc lộ 61: Điểm đầu TT Cái Tắc (Hậu Giang) điểm cuối Rạch Sỏi(Kiên Giang) đi qua các TT Rạch Gòi(Châu Thành A), TT Kinh Cùng(Phụng Hiệp), TT Nàng Mau (Vị Thủy), Thành phố Vị Thanh tỉnh Hậu Giang, cầu Cái Tư
- Quốc lộ 61B: Điểm đầu ngã 3 Vĩnh Tường (Hậu Giang) điểm cuối TT Phú Lộc (Sóc Trăng) đi qua các TT Long Mỹ (Long Mỹ), TX Ngã Năm (Sóc Trăng) và TT Phú Lộc (Sóc Trăng).
- Đường Tây Sông Hậu: còn được gọi là Quốc lộ 61C là tuyến đường nối thành phố Vị Thanh thuộc tỉnh Hậu Giang với thành phố Cần Thơ.
- Quốc lộ 62 (đại lộ Đồng Tháp Mười): điểm đầu Thành phố Tân An (Long An), điểm cuối cửa khẩu quốc tế Bình Hiệp (Long An) đi qua Thành phố Tân An, các huyện Thủ Thừa, Thạnh Hoá, Tân Thạnh, Mộc Hoá và tx Kiến Tường
- Quốc lộ 63: Bắt đầu từ Ngã 3 Minh Lương (Châu Thành, Kiên Giang) đi qua phà Xẻo Rô qua các huyện An Biên, U Minh Thượng, Vĩnh Thuận của tỉnh Kiên Giang nối với huyện Thới Bình, tỉnh Cà Mau.
- Quốc lộ 70: dài 185 km. Có điểm đầu giao cắt với quốc lộ 2A tại thị trấn Đoan Hùng. Tuyến đường nối các tỉnh Phú Thọ, Yên Bái, Lào Cai. Điểm cuối là ngã ba Bản Phiệt, cắt quốc lộ 4D tại thành phố Lào Cai. Đây là một phần của AH 14.
- Quốc lộ 70B:
- Quốc lộ 71: Nối huyện Hương Sơn với huyện Vũ Quang.
- Quốc lộ 80: Dài khoảng 280 km, điểm đầu Cầu Mỹ Thuận, điểm cuối thành phố Hà Tiên
- Quốc lộ 91: Dài khoảng 142,1 km, điểm đầu thành phố Cần Thơ, điểm cuối cửa khẩu Tịnh Biên, An Giang
- Đường Nam Sông Hậu: còn được gọi là quốc lộ 91B, dài 162 km đi qua các tỉnh Bạc Liêu, Sóc Trăng, Hậu Giang và thành phố Cần Thơ.
- Quốc lộ 91C: dài 35,5 km, nối Quốc lộ 91 tại thành phố Châu Đốc với cửa khẩu Khánh Bình, tỉnh An Giang
- Quốc lộ 100: Dài 21 km, nối quốc lộ 4D với quốc lộ 12. Toàn tuyến nằm trọn trong tỉnh Lai Châu.
- Quốc lộ 217: Dài 196 km, nằm trong tỉnh Thanh Hóa. Từ Quốc lộ 1 tại thành phố Thanh Hóa đến cửa khẩu Na Mèo.
- Quốc lộ 279: Dài khoảng trên 600 km, điểm đầu từ ngã tư Ao Cá, thành phố Hạ Long, Quảng Ninh chạy qua Bắc Giang, Lạng Sơn, Bắc Kạn, Tuyên Quang, Hà Giang, Lai Châu, Sơn La, Điện Biên và kết thúc tại cửa khẩu Tây Trang của tỉnh Điện Biên
- Quốc lộ N1: Tổng chiều dài của tuyến đường N1 là 235 km, qua các tỉnh Long An, Đồng Tháp, An Giang và Kiên Giang, đi dọc theo biên giới Việt Nam – Campuchia.
- Quốc lộ N2: Tổng chiều dài 440 km đi qua 8 tỉnh: Bình Phước, Bình Dương, Tây Ninh, Long An, Đồng Tháp, An Giang, Kiên Giang, Cà Mau.
- Quốc lộ Quản Lộ – Phụng Hiệp: Có chiều dài 111,74 km qua 4 tỉnh Hậu Giang, Sóc Trăng, Bạc Liêu, Cà Mau.

## Kỷ lục
- Quốc lộ dài nhất: Quốc lộ 1 với chiều dài 2.395 km. đường Hồ Chí Minh mặc dù có tổng chiều dài lớn hơn quốc lộ 1 nhưng thực chất chỉ là đường nối nhiều tuyến quốc lộ khác với nhau như quốc lộ 2, quốc lộ 3, quốc lộ 12B, quốc lộ 21, quốc lộ 15, quốc lộ 14, quốc lộ 63, quốc lộ 80,... và có những đoạn như tỉnh lộ 203 ở Cao Bằng chưa được nâng cấp thành quốc lộ.
- Quốc lộ ngắn nhất là tuyến đường nối cảng Ninh Phúc hay còn gọi là quốc lộ 35 ở Ninh Bình chỉ với chiều dài 6 km.